# Antonio Pereira (escritor)
Antonio Pereira González (Villafranca del Bierzo, 13 de junio de 1923 - León, 25 de abril de 2009) fue un poeta y escritor español, especialmente reconocido por sus relatos breves. Gran narrador oral, junto a otros autores leoneses como Juan Pedro Aparicio, José María Merino o Luis Mateo Díez practicó la costumbre del filandón, esto es, la de contar cuentos en público (en origen se  hacía mientras se llevaban a cabo trabajos manuales).

## Datos biográficos
Fue el cuarto hijo (y segundo varón) del matrimonio formado por el villafranquino, de origen lucense, José Pereira (dueño de una ferretería) y la alavesa Claudia González. Hacia mitad de los años 40 llega a León, donde estableció contacto y amistad con los poetas de Espadaña, revista en la que publicó 3 sonetos. En León obtuvo el título de maestro, aunque nunca ejerció como tal, ya que en 1949 fundó un negocio de venta al por mayor de artículos de electricidad y del hogar. En 1951 contrajo matrimonio con Úrsula Rodríguez, natural de Jaén, a la que conoció en el hoy desaparecido cine del barrio de El Crucero.

## Inicios
Su primer libro fue el Quijote que le regaló su madre en su décimo cumpleaños. Con 13 años envió al Diario de León un artículo solicitando su publicación. Obtuvo una rápida respuesta del director del periódico que le produjo mucha satisfacción: Enhorabuena a un valiente como usted que a los trece años se atreve a lanzarse a la aventura del periodismo. En el periódico leonés mantuvo amistad con Filemón de la Cuesta, por entonces director del periódico. En 1950 inició en el Diario de León una sección de artículos con la cabecera general de «Atalaya».

## Obra poética
Los inicios de Antonio Pereira en el mundo de la literatura fueron en el campo de la poesía. Publicó sus primeros textos, tres sonetos, en las revistas Espadaña (aunque propiamente no formó parte del grupo poético que se creó en torno a esta publicación, llegó a tener una estrecha amistad con Antonio González de Lama), y Alba. En 1972 recopiló su producción poética en el libro Contar y seguir: 1962-1972 (Plaza y Janés) y en 2006 reunió toda su obra poética en el volumen Meteoros. Poesía 1962-2006 (Calambur).
- 2011: Sesenta y cuatro caballos. Madrid, Calambur. Selección de Úrsula Rodríguez Hesles y prólogo de Juan Carlos Mestre. Dentro de la colección "Calambur 20 años".
- 2006: Meteoros. Poesía, 1962-2006. Madrid, Calambur. Incluye un libro inédito, titulado Viva voz y epílogo del autor, "El poeta hace memoria".
- 1995: Una tarde a las ocho. Villafranca, "Calle del Agua", Ayuntamiento.
- 1986: Antología de la seda y el hierro. León, "Provincia", Diputación.
- 1972: Contar y seguir. Barcelona, Plaza y Janés. Prólogo de Miguel Dolç.
- 1972: Dibujo de figura. Barcelona, "El Bardo", Saturno.
- 1969: Cancionero de Sagres. Madrid, "Arbolé", Oriens.
- 1966: Del monte y los caminos. Barcelona, "El Bardo", Saturno.
- 1964: El regreso. Madrid, "Adonáis", Rialp.

## Narrativa breve
El primer cuento publicado por Pereira se remonta al año 1957, pero su primer libro de cuentos (Una ventana a la carretera) se publicó en 1966 tras ganar el concurso Leopoldo Alas. A partir de entonces lo practicará asiduamente hasta convertirse en uno de los escritores de relatos más fecundos y prestigiosos de la literatura española. Dentro de este género, ha publicado los siguientes libros (incluidas recapitulaciones y antologías):
- 2007: La divisa en la torre, Madrid: Alianza Editorial.
- 2006: Cuentos del noroeste mágico
- 2006: Oficio de volar.
- 2005: Clara, Elvira, la teta de doña Celina, mujeres.
- 2004: Recuento de invenciones
- 2000: Cuentos de la Cábila
- 1999: Me gusta contar, Madrid: Del Taller de Mario Muchnik, ISBN (13): 978-84-923869-5-6 (Antología de sesenta cuentos seleccionados por el autor).
- 1999 Cuentos del medio siglo
- 1998: Relatos sin fronteras
- 1994: Las ciudades de Poniente
- 1994: Obdulia, un cuento cruel, Madrid: Diseño Editorial, ISBN (13): 978-84-87666-36-0
- 1991: Relatos de andar el mundo, Madrid: Compañía Europea de Comunicación e Información, ISBN (13): 978-84-7969-238-4
- 1990: Picassos en el desván , Barcelona: Mondadori, ISBN (13): 978-84-397-1748-5
- 1989: Cuentos para lectores cómplices, Madrid: Espasa-Calpe, ISBN (13): 978-84-239-1901-7
- 1988: El síndrome de Estocolmo, Barcelona: Mondadori, ISBN (13): 978-84-397-1456-9
- 1982: Los brazos de la i griega, Gijón: GH Editores, ISBN (13): 978-84-86015-19-0
- 1976: El ingeniero Balboa y otras historias civiles, Madrid: Magisterio Español, ISBN (13): 978-84-265-7177-9
- 1967: Una ventana a la carretera

## Novelas
Aunque famoso sobre todo por sus cuentos, Antonio Pereira también ha escrito novelas, entre las que destacan:
- 1978: País de los Losadas, Barcelona: Plaza&Janés [Reedición: Madrid: Espasa-Calpe, 1999, ISBN (13): 978-84-239-9653-7
- 1975: La costa de los fuegos tardios
- 1970: Un sitio para Soledad, Barcelona: Plaza&Janés ISBN (13): 978-84-01-80633-9

## Diarios
Los dietarios inéditos que Antonio Pereira redactó durante más de tres décadas se publicaron de manera póstuma:
- 2019: Oficio de mirar. Andanzas de un cuentista (1970-2000). Valencia: Pre-Textos.

## Cine
Participó en la película El filandón (1984) de José María Martín Sarmiento, en la que Pereira narró el cuento Las peras de Dios.

## Premios y reconocimientos
Antonio Pereira era cronista oficial de su localidad natal, Villafranca del Bierzo. La Biblioteca de Letras y Humanidades de la Universidad de León tiene una sala con su nombre.
- 2010: La red de Paradores de turismo puso el nombre del escritor al Parador de Villafranca del Bierzo, al que estuvo muy ligado, como homenaje póstumo a su figura.
- 2007: Premio Quevedo del Ayuntamiento de Madrid por Meteoros 1962-2006 (Antología de Poesía).
- 2000: Doctor honoris causa por la Universidad de León.
- 1999: Premio Castilla y León de las Letras
- 1994: Premio Torrente Ballester por Las ciudades de poniente (libro de cuentos).
- 1988: Premio Fastenrath de la Real Academia Española por El síndrome de Estocolmo (libro de cuentos).
- 1985: Leonés del año, otorgado por Radio León, Cadena SER.
- 1966: Premio Leopoldo Alas por Una ventana a la carretera (libro de cuentos).

## Homenajes
En abril de 2019 se organizó en León un congreso internacional académico titulado Entre la seda y el hierro dedicado a su figura, que reunió a especialistas como Tomás Albaladejo, Eloísa Otero, Carmen Morán o Sergio Fernández Martínez. Durante tal congreso, se presentó el libro Antonio Pereira y 23 lectores cómplices, una antología de cuentos del autor comentados por distintas figuras de la literatura española del momento.